# Алин, Аугуст
Аугу́ст Пер Арно́льд Али́н (швед. August Per Arnold Ahlin; род. 6 апреля 1997) — шведский футболист, вратарь клуба «Сириус».

## Клубная карьера
Футболом начал заниматься в столичном «Юргордене», а затем в «Эльвшё», где выступал за различные юношеские команды. Учился в стокгольмской гимназии Эстра Реал. Летом 2016 года отправился в США, где выступал в студенческой лиге за команду Мемориального университета Линкольна — «Рейлсплиттерс». За год нахождения в команде Алин принял участие в 19 встречах, в которых пропустил мяча. В конце марта 2017 года вернулся в Швецию, став игроком «Бо», подписав с клубом контракт до конца сезона. 5 августа провёл за клуб первую и единственную игру во втором шведском дивизионе, выйдя в стартовом составе на гостевой матч с «Рюннинге», в котором его «Бо» проиграл со счётом 1:3. В начале 2018 года на правах свободного агента перешёл в «Гамла Уппсалу», также выступающую во втором дивизионе. В первом туре нового чемпионата, состоявшемся 7 апреля, в матче против «Карлсберга» Алин дебютировал в новом клубе. За три с половиной сезона, проведённых в «Гамле», голкипер принял участие в более чем 70 матчах.
23 июля 2021 года перешёл в другой клуб из Уппсалы — «Сириус», выступающий в Алльсвенскане. Подписанное соглашение рассчитано на полгода. 9 августа в гостевой встрече с «Варбергом» Алин впервые попал в официальную заявку на матч, но на поле не появился. Дебютировал в чемпионате Швеции 27 сентября в поединке с «Хальмстадом».

## Клубная статистика
| Выступление      | Выступление      | Выступление      | Лига | Лига | Кубки | Кубки | Конт. кубки | Конт. кубки | Итого | Итого |
| Клуб             | Лига             | Сезон            | Игры | Голы | Игры  | Голы  | Игры        | Голы        | Игры  | Голы  |
| ---------------- | ---------------- | ---------------- | ---- | ---- | ----- | ----- | ----------- | ----------- | ----- | ----- |
| Бо               | Дивизион 2       | 2017             | 1    | -3   | 0     | 0     | 0           | 0           | 1     | -3    |
| Бо               | Итого            | Итого            | 1    | -3   | 0     | 0     | 0           | 0           | 1     | -3    |
| Гамла Уппсала    | Дивизион 2       | 2018             | 26   | -47  | 1     | -2    | 0           | 0           | 27    | -49   |
| Гамла Уппсала    | Дивизион 2       | 2019             | 26   | -37  | 1     | 0     | 0           | 0           | 27    | -37   |
| Гамла Уппсала    | Дивизион 2       | 2020             | 13   | -22  | 0     | 0     | 0           | 0           | 13    | -22   |
| Гамла Уппсала    | Дивизион 2       | 2021             | 8    | -9   | 0     | 0     | 0           | 0           | 8     | -9    |
| Гамла Уппсала    | Итого            | Итого            | 73   | -115 | 2     | -2    | 0           | 0           | 75    | -117  |
| Сириус           | Алльсвенскан     | 2021             | 9    | -20  | 0     | 0     | 0           | 0           | 9     | -20   |
| Сириус           | Алльсвенскан     | 2022             | 0    | 0    | 0     | 0     | 0           | 0           | 0     | 0     |
| Сириус           | Итого            | Итого            | 9    | -20  | 0     | 0     | 0           | 0           | 9     | -20   |
| Всего за карьеру | Всего за карьеру | Всего за карьеру | 82   | -135 | 2     | -2    | 0           | 0           | 84    | -137  |